# Bernhard Schölkopf
Bernhard Schölkopf (* 20. Februar 1968 in Stuttgart) ist ein deutscher Informatiker.

## Leben und beruflicher Werdegang
Schölkopf studierte ab 1988 Physik, Mathematik und Philosophie an der Universität Tübingen und der Universität London mit dem Master-Abschluss in Mathematik in London 1992 und dem Physik-Diplom an der Universität Tübingen 1994. Er wurde 1997 an der TU Berlin in Informatik bei Stefan Jähnichen und Vladimir Vapnik (ATT Bell Labs) promoviert (Dissertation: Support Vector Learning). Als Post-Doktorand war er bei der GMD (mit Alexander J. Smola; Betreuer Klaus-Robert Müller) und 1999/2000 bei Microsoft Research in Cambridge. 2000/2001 war er Gruppenleiter bei der neu gegründeten Biotech-Firma Biowulf und ab 2001 Direktor am Max-Planck-Institut für biologische Kybernetik in Tübingen, wo er 2006 bis 2009 geschäftsführender Direktor war. Ab 2011 ist er Direktor am neu gegründeten Max-Planck-Institut für Intelligente Systeme in Tübingen und geschäftsführender Direktor. Er leitet dort die Abteilung Empirische Inferenz.
Er ist Honorarprofessor an der TU Berlin (Informatik) und der Universität Tübingen (Physik).
Schölkopf befasst sich mit Maschinenlernen und speziell Kernel-Methoden, die er auch in der algorithmischen Biologie anwendet.
Er ist seit 2001 wissenschaftliches Mitglied der Max-Planck-Gesellschaft. Am 23. März 2016 wurde Bernhard Schölkopf zum Mitglied (Matrikel-Nr. 7680) der Leopoldina gewählt. Seit 2017 ist Schölkopf Fellow der Association for Computing Machinery (ACM).
Seit 2016 hat Schölkopf in der Region Stuttgart-Tübingen das sogenannte Cyber Valley initiiert: ein Verbund aus Max-Planck-Institut für Intelligente Systeme, den Universitäten Tübingen und Stuttgart mit Unternehmen wie Daimler, BMW, Porsche, Amazon und anderen. Schölkopf versucht mit Universitäten und Unternehmen anwendungsnahe Spitzenforschung zu fördern und zu betreiben, um auch Nachwuchs-Wissenschaftler in Europa zu halten.
Schölkopf wird Gründungsdirektor des ersten ELLIS-Instituts (Europäisches Laboratorium für Lernen und Intelligente Systeme) auf dem Cyber Valley Campus in Tübingen, das auf dem Gebiet Künstliche Intelligenz forschen soll.

## Auszeichnungen
2006 erhielt er den J. K. Aggarwal Prize der International Association for Pattern Recognition, 2011 den Max-Planck-Forschungspreis, 2012 den Akademie-Preis der Berlin-Brandenburgischen Akademie der Wissenschaften und 2014 den Royal Society Milner Award. Für 2018 wurden Schölkopf der bedeutendste deutsche Wissenschaftspreis, der Gottfried-Wilhelm-Leibniz-Preis, und der Landesforschungspreis Baden-Württemberg zugesprochen, für 2019 der Hector Wissenschaftspreis. 2019 erhält er zudem den Körber-Preis für die Europäische Wissenschaft. Ebenfalls für 2019 wurde er mit dem BBVA Foundation Frontiers of Knowledge Award im Bereich Informatik ausgezeichnet. 2020 erhielt er den mit 100.000 Euro dotierten Deutschen KI-Preis für herausragende Arbeiten auf dem Gebiet der Künstlichen Intelligenz. 2021 erhielt er den Verdienstorden des Landes Baden-Württemberg. 2022 war er eingeladener Sprecher auf dem Internationalen Mathematikerkongress (From statistical to causal learning). Am 21. November 2022 wurde ein Asteroid nach ihm benannt: (53839) Schölkopf. Für 2023 wurde ihm der ACM-AAAI Allen Newell Award zugesprochen. 2025 wurde Schölkopf zum Mitglied der Akademie der Wissenschaften und der Literatur gewählt.

## Schriften (Auswahl)

### Bücher
- Support Vector Learning, Oldenbourg 1997
- mit Alexander Smola: Learning with Kernels: support vector machines, regularization, optimization, and beyond. MIT Press, 2002
- mit K. Tsuda, J.-P. Vert: Kernel methods in computational biology, MIT Press 2004
- mit Olivier Chapelle, Alexander Zien: Semi-supervised learning, MIT Press 2006, 2010
- mit Jonas Peters, Dominik Janzing: Elements of Causal Inference: Foundations and Learning Algorithms, MIT Press 2017
- mit Krikamol Muandet, Kenji Fukumizu, Bharath Sriperumbudur: Kernel Mean Embedding of Distributions: A Review and Beyond, 2017

### Als Herausgeber
- mit Christopher Burges, Alexander Smola: Advances in kernel methods : support vector learning, MIT Press 1999
- Kernel methods in computational biology, MIT Press 2004

### Aufsätze
- mit A. Smola, K. R. Müller: Nonlinear component analysis as a kernel eigenvalue problem, Neural Computation, Band 10, 1998, S. 1299–1319
- mit K. R. Müller, S. MIka, G. Ratsch, K. Tsuda: An introduction to kernel-based learning algorithms, IEEE Transactions on Neural Networks, Band 12, 2001, S. 181–201
- mit J. C. Platt, J. Shawe-Taylor, A. J. Smola, R. C. Williamson: Estimating the support of a high-dimensional distribution, Neural computation, Band 13, 2001, S. 1443–1471
- mit A. J. Smola: A Tutorial on Support Vector Regression, Statistics and Computing, Band 14, 2004, S. 199–222
- mit A. Smola: Support Vector Machines, in: Encyclopedia of Biostatistics, Wiley 2005
- mit S. Sonnenburg, G. Rätsch, C. Schäfer: Large scale multiple kernel learning, Journal of Machine Learning Research, Band 7, 2006, S. 1531–1565
- mit Thomas Hofmann, Alexander J Smola: Kernel methods in machine learning, Annals of Statistics, Band 36, 2008, S. 1171–1220 PDF.